# بروس روبرتسون (لاعب اتحاد الرغبي)
بروس روبرتسون (بالإنجليزية: Bruce Robertson)‏ هو لاعب اتحاد الرغبي نيوزيلندي، ولد في 9 أبريل 1952 في هاستينجس في نيوزيلندا.

## وصلات خارجية
- بروس روبرتسون عل موقع إسبنسكروم (الإنجليزية)